# Ditlev Gothard Monrad

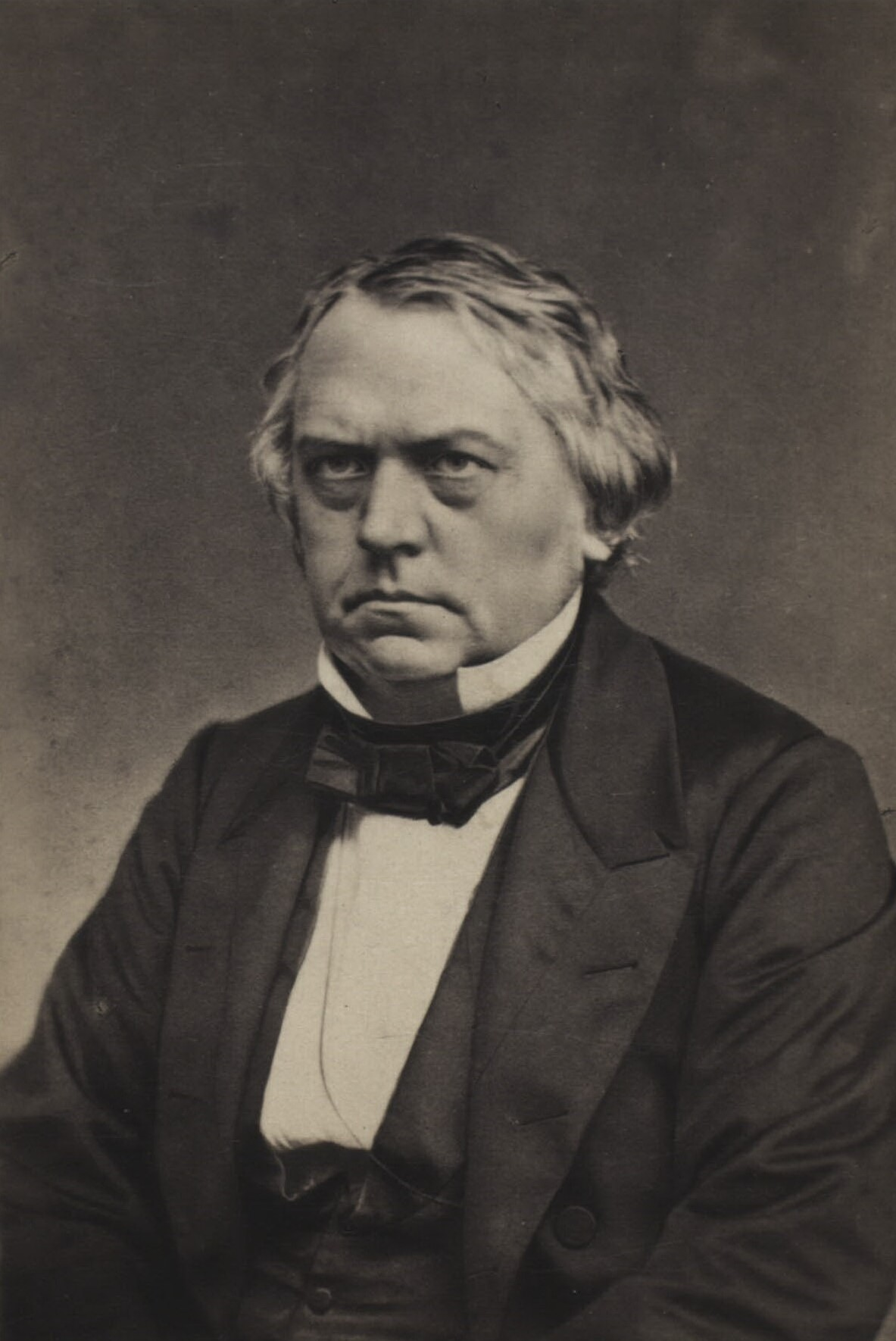
Ditlev Gothard Monrad

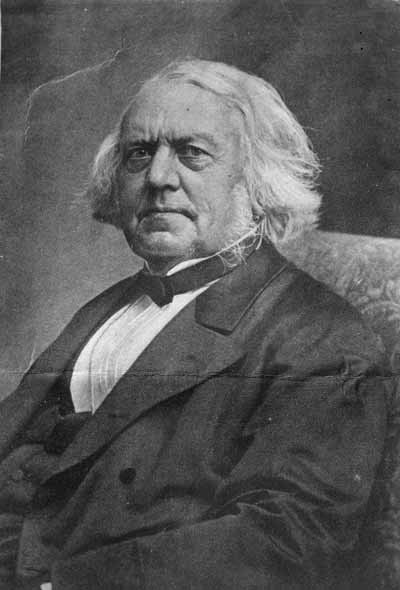
Monrad in seinen späten Jahren

Ditlev Gothard Monrad (* 24. November 1811 in Kopenhagen; † 28. März 1887 in Nykøbing, Falster) war ein dänischer Politiker und Bischof. Er gilt als der Vater des dänischen Grundgesetzes von 1849.
Monrad galt als politisch außerordentlich talentiert und tüchtig. Er war einer der führenden Personen der Nationalliberalen und anderer Kräfte in Dänemark, die mit der Märzrevolution den Absolutismus beendeten und mit dem „Märzministerium“ die Ära der konstitutionellen Monarchie einläuteten. Dieser dänische Verfassungsstaat existiert kontinuierlich bis heute.
Während des Deutsch-Dänischen Kriegs 1864 war Monrad dänischer Premierminister. Nach der schweren Niederlage, an der er eine Mitverantwortung trug, emigrierte er als gebrochener Mann nach Neuseeland, wo er als einfacher Farmer ein neues Leben anfangen wollte und neue Kraft schöpfte. Er kehrte bald nach Dänemark zurück und wirkte erneut in der Politik und als Bischof.

## Familie und Ausbildung
D. G. Monrad, wie er allgemein genannt wird, war Sohn des norwegischen Beamten Otto Sommer Monrad und Charlotte Frederikke, geborene Riis. Nach dem Kieler Frieden 1814 hielt sein Vater zum Geburtsland und ging nach Trondheim. Die Familie zog im darauf folgenden Jahr nach und musste feststellen, dass er psychisch erkrankt war. Nachdem er versuchte, seine Frau umzubringen, trennte sie sich von ihm und zog nach Schleswig-Holstein, wo sie 1828 starb. Der junge D. G. Monrad sah sie nur noch einmal 1825. Sein Vater verstarb 1862 „in tiefer Melancholie“. Er selbst wuchs bei seiner Tante mütterlicherseits auf, deren Mann Kaufmann in Præstø war. Dort verbrachte er sechs unglückliche Jahre. 1840 heiratete er Emilie Nathalia Lütthans, und dreieinhalb Jahre nach deren Tod heiratete er am 16. Februar 1875 Emma Tutein, die Tochter des Politikers Peter Adolph Tutein.
In Præstø stand ihm keine höhere Ausbildung offen, und normalerweise wäre er Kaufmann geworden. Aber der örtliche Pfarrer N. Søtoft erkannte sein außerordentliches Talent und sammelte mehrere hundert Rigsbankdaler für seine Ausbildung. Er besuchte so die Lateinschule in Vordingborg, wo er 1830 sein Abitur mit besonderer Auszeichnung absolvierte. Derartige Auszeichnungen erhielt er auch in allen folgenden Abschlüssen seiner akademischen Laufbahn. In Kopenhagen war er Teil eines Kreises gleichaltriger Studenten, die alle eine mehr oder weniger bedeutende Rolle im öffentlichen Leben Dänemarks spielen sollten. Er galt als außerordentlich redegewandt und kannte wie kaum ein anderer seinen Goethe oder Shakespeare. 1836 machte er sein theologisches Examen (Cand.theol.) an der Universität Kopenhagen.
Anstatt aber die übliche Laufbahn als Pfarrer einzuschlagen, studierte er erst einmal orientalische Sprachen, und bereits 1838 machte er seinen Magister. Im September desselben Jahres reiste er mit einem Stipendium nach Paris, wo er semitische Sprachen bei Bournouf, Quatremére und Reynaud studierte, die schnell auf den selten begabten Studenten aufmerksam wurden.
Aber auch die intensive Beschäftigung mit der Wissenschaft konnte seine Unruhe nicht besänftigen. Dazu kam, dass er sich in Emilie Nathalie Lüthans verliebte. Monrad soll immer sehr empfänglich für Frauen gewesen sein, was damit zusammenhängen mag, dass er niemals ein richtiges Familienleben als Kind hatte. Als er 1839 seine vorläufigen Studien in Paris beendete, zog es ihn daher zunächst nach Dänemark, bevor er seinen Reiseplan nach Ägypten weiter verfolgte.

## Der Politiker

### Politische Sternstunde
So begab es sich, dass er in Kopenhagen war, als Frederik VI. am 3. Dezember 1839 starb. Durch Zufall kam er auf ein Studententreffen, das Orla Lehmann für denselben Abend einberufen hatte. Doch Lehmanns Vorschlag einer Petition an den neuen König stieß derart auf Skepsis, dass sie nie zustande gekommen wäre, hätte nicht D. G. Monrad das Wort ergriffen, der mit seiner Eloquenz die Versammlung umstimmen konnte.
Dies sollte die entscheidende Wende in seinem Leben sein. Von nun an war er Teil des politischen Lebens und nur dort konnten sich seine vielseitigen Fähigkeiten voll entfalten und sein unruhiger Geist die Ruhe finden, die ihm das wissenschaftliche oder geistliche Umfeld nicht bieten konnte.

### Publizistische Lehrjahre
Schnell stand Monrad in der ersten Reihe der Liberalen. Wenige Wochen nach Lehmanns Studentenversammlung begann er die Herausgabe der Flyvende politiske Breve („Fliegende politische Briefe“). Schon die erste Nummer erweckte ein enormes Aufsehen, da er mit ungewohnter Freimütigkeit das „Prinzip der dänischen Monarchie“ als „Abhängigkeit von den Ostmächten, Tendenz zur inneren Zerstückelung und ungeheure Schwäche in finanzieller Hinsicht“ charakterisierte. In der nächsten Nummer nannte er als einzige Rettung aus diesem Elend eine Verfassung. Bei dieser Gelegenheit trug er seine Grundauffassung vor, dass „nationale und provinzielle Verschiedenheiten verblassen, wenn die Sonne der Freiheit scheint“. Er wurde schnell angeklagt, und am 5. September zu einer Geldstrafe und einem Jahr Zensur verurteilt.
Jedoch hatte er am 1. April einen Posten als politischer Redakteur der nationalliberalen Zeitung Fædrelandet („das Vaterland“) übernommen. Sein erster Artikel erschien unter der Überschrift „Kongen vil ikke handle med Stænderne, saa maa Stænderne handle med Kongen“ (der König will nicht mit den Ständen handeln, so müssen die Stände mit dem König handeln) und bewirkte zahlreiche Petitionen an die Stände um eine Verfassung. Aber die Regierung reagierte mit einem Verbot für Beamte, derartige Petitionen zu unterzeichnen. Damit war die konstitutionelle Bewegung gelähmt, da das Bürgertum ohne die Beamtenschaft diese Sache nicht weiterbringen konnte.
Unter diesen Umständen nutzte Monrad seine Zeit für andere Dinge als Zeitungsartikel. Durch seine Hochzeit am 1. Mai 1840 wurde er Hofbesitzer in Kopenhagen. Als solcher wurde er am 17. März 1841 in die Kopenhagener Bürgervertretung (Københavns Borgerrepræsentation) gewählt. Am 1. Juli 1841 trat er aus der Fædrelandet-Redaktion aus. Aber er nahm seine frühere publizistische Arbeit in einem noch größeren und bedeutenderen Umfang wieder auf: In seinen politischen Briefen und später dem Dansk Folkeblad („Dänisches Volksblatt“), dessen Redaktion er nach einer halbjährigen Auslandsreise im Mai 1843 übernahm.
Die dreieinhalb Jahre beim Folkeblad waren seine politischen Lehrjahre, und die Kompetenz der späteren Mitglieder der verfassungsgebenden Reichsversammlung wird zu einem guten Teil seiner publizistischen Grundlagenarbeit zugeschrieben.
In jenen Jahren wuchs sein Ansehen bei den Liberalen außerordentlich, und die Regierung fühlte, dass er ein Machtfaktor geworden war, mit dem man künftig rechnen musste.
Nachdem er sich vergeblich um den Posten als Direktor des Kopenhagener Schulwesens (in dessen Vorstand er saß) beworben hatte, nahm er 1846 den Ruf als Pfarrer in Vester Ulslev auf Lolland an. Dennoch verfolgte er weiter das politische Geschehen. Und viele Leute richteten ihre Hoffnungen auf ihn. So wurde er im Dezember 1846 in die Ständeversammlung gewählt.

### 1848
Eine Zäsur in der dänischen Geschichte war 1848. Christian VIII. starb am 20. Januar, und die Nationalliberalen bestürmten den neuen König Frederik VII. mit dem Vorschlag einer neuen – eiderdänischen – Verfassung. Doch die Regierung hatte andere Pläne und erließ am 28. Januar das Forfatningsreskript („Verfassungserlass“), in dem 52 Repräsentanten aus dem gesamten Reich einberufen wurden, die überlegen sollten, wie der Übergang zu einer freien Verfassung vonstattengehen sollte. Diese Männer sollten teilweise aus der Mitte der Ständeversammlung gewählt werden, teils vom König, den Universitäten, dem Klerus und der Ritterschaft, und zwar so, dass die Herzogtümer (Schleswig, Holstein und Lauenburg) gleich viele Sitze hatten wie das eigentliche Königreich Dänemark, obwohl die dänischsprachige Bevölkerung im Gesamtstaat die Mehrheit bildete. Daher konnte es so aussehen, als wolle die Regierung die deutschgesinnten Schleswig-Holsteiner mit dem Forfatningsreskript bevorzugen. Die dänischen Nationalliberalen opponierten dagegen, während die Herzogtümer den Vorschlag am 17. Februar annahmen.
Monrad war strikt gegen die dualistische Auffassung hinter dem Forfatningsreskript, versprach sich aber dennoch günstige Resultate aus den direkten Verhandlungen zwischen den Vertretern der beiden Nationalitäten und empfahl also „erfahrene Männer“ zu wählen. Er selbst wurde für die Stände von Roskilde gewählt. Die Märzrevolution in Europa, Deutschland, Schleswig-Holstein und schließlich auch Dänemark verhinderte aber die weitere Ausführung des Forfatningsreskripts. Als die Nachrichten vom Ausbruch des Aufstands in Schleswig-Holstein am 20. März Kopenhagen erreichten, eilte Monrad in die Hauptstadt, wo er am selben Tag am 2. Casinotreffen (det store Casinomøde 20. marts) teilnahm, das von Orla Lehmann einberufen wurde. Monrads moderate Haltung und anerkannte Tüchtigkeit bewirkten, dass sich Carl Emil Bardenfleth (1807–1857), einer der nationalliberalen Führer, erst an ihn wendete, als es darum ging, das neue „Märzministerium“ (22. März) zu bilden. Obwohl Monrad lieber Departmentschef (eine Art Staatssekretär) geworden wäre, gab er dem Drängen A. W. Moltkes und Barenfleths nach und wurde erster Kultusminister Dänemarks. Als solcher war er für das dänische Bildungswesen und die dänische Volkskirche zuständig.

### Verfassungsvater
Monrad wurde damit beauftragt, den Entwurf zum Grundgesetz vom Juni 1849 auszuarbeiten, wobei er sich insbesondere die Verfassung Belgiens zum Vorbild nahm. Damit schuf er ein wichtiges nationales Symbol, dessen Inkrafttreten am 5. Juni 1849 seitdem Nationalfeiertag ist.
Wäre es nach Monrad alleine gegangen, wäre das dänische Grundgesetz demokratischer geprägt gewesen, als der letzten Endes akzeptierte Kompromiss. Monrad konnte aber seinen Entwurf nicht mehr vor der verfassungsgebenden Reichsversammlung (Den grundlovgivende Rigsforsamling) verteidigen, weil er bereits am 15. November 1848 wegen der Frage der Teilung Schleswigs vom Märzministerium zurücktrat. Und Monrad wurde auch nicht in die Reichsversammlung nachgewählt, die seinen Entwurf behandelte. Die nachträglich vakant gewordenen Sitze der vom König bestimmten Mitglieder der Reichsversammlung wurden von dem „Novemberministerium“ mit anderen seiner Kollegen besetzt, und bei einer freien Wahl hätte er wahrscheinlich eine Niederlage erlitten. D.G. Monrad und der Kriegsminister Anton Frederik Tscherning waren inzwischen ziemlich unpopulär geworden, da man sie dafür verantwortlich machte, dass die Vorstellungen nicht umgesetzt wurden, die man sich in den Märztagen in militärischer und diplomatischer Hinsicht machte.
Allerdings konnte ihn keiner daran hindern, sein Werk mit der Feder zu verteidigen. Das tat er in einer Reihe von Artikeln in seiner alten Zeitung Fædrelandet. Namentlich drehte sich der Streit in der Reichsversammlung um das Wahlrecht. Bevor die Verhandlungen darüber begannen, war der Rückschlag nach der Februarrevolution 1848 so stark in Europa, und auch in Dänemark, dass sich eine mächtige Opposition gegen das allgemeine Wahlrecht erhob. Dies geschah nicht zuletzt auch von liberaler Seite. Monrad trat gegen ebendiese Opposition auf und tat das noch bis 1878 in seinen „Politiske Breve“.

### Folketingsabgeordneter
Am 13. Februar 1849 wurde Monrad zum Bischof von Lolland-Falster ernannt. Von der dortigen Bevölkerung wurde er nicht mit Wohlwollen empfangen, aber es sollte nicht lange dauern, bis sich seine Persönlichkeit wieder geltend machte, und 1850 wurde er für den Wahlkreis Maribo ins Folketing gewählt. Diesen Wahlkreis repräsentierte er mit einer kurzen Unterbrechung 1853 bis 1865, als er sein Mandat niederlegte. Seine überlegene Tüchtigkeit und außergewöhnlichen parlamentarischen Fähigkeiten bewirkten, dass er schon bald als der wichtigste Abgeordnete im Folketing anerkannt wurde.
Er war bekannt als entschiedener Demokrat, aber er war auch der Überzeugung, „dass die Regierung Autorität benötige, und Disziplin im Volk zu herrschen habe. Seine demokratischen Gefühle ließen ihn nicht vergessen, Rücksicht auf das Überlieferte und seine begründeten Rechte zu nehmen.“ Monrad gehörte keiner Partei an. Für die Højre war er immer der „revolutionäre Märzminister“, die Nationalliberalen, denen er am ehesten zugerechnet werden konnte, konnten ihm nicht vergeben, dass er mehr für den Gesamtstaat eintrat im Gegensatz zu den Eiderdänen und dass das allgemeine Wahlrecht letztlich sein Werk war. Mit den Bauernfreunden wollte er „bestimmt in einem Bündnis sein, aber nicht von ihnen vereinnahmt werden“, und im Laufe der Zeit wurde sein Verhältnis zu ihnen immer wieder sehr angespannt. Er hatte auch keine eigene Partei, die er weder gründen wollte noch konnte. Von ihm stammt der Ausspruch:

„et Parti vil, at Chefen skal gjøre, hvad det vil, og det gjør ikke, hvad han vil“

„Eine Partei will, dass der Chef machen soll, was sie will, und sie macht nicht, was er will.“

Auch wurde er nicht für jemand gehalten, der eine Partei zusammenhalten kann. Monrad galt als kantig und unbequem, und oft wechselte er im Folketing die Seiten. Manchmal griff er auch beide Seiten an, aber meist die Venstre. Seine beißende Ironie schuf ihm diverse persönliche Feinde, und selbst gegenüber seinen Freunden soll er kühl und zurückhaltend gewesen sein. Gleichwohl war er hoch angesehen, und selbst seine Widersacher lobten stets seinen Scharfsinn und seine Tüchtigkeit in voller Anerkennung. Aber er war eher gefürchtet als geliebt. Daher wurde er eigentlich nie der reguläre Führer des Folketings. Nur in kritischen Perioden sammelte man sich hinter ihm als natürliche Autorität.
Das passierte in der stürmischen Zeit 1852–54. Am 28. Januar 1852 wurde mit der Januarkundgørelsen („Januarbekanntmachung“) von Christian Albrecht Bluhme die eiderdänische Politik aufgegeben und der Gesamtstaat als Programm erhoben. Prinzipiell war Monrad der gleichen Meinung, auch wenn ihm Details nicht gefielen. Aber er wollte, dass alles auf gesetzlichem Wege mit Zustimmung der beiden Reichstagskammern erfolgt. So stand Monrad hinter Bluhmes Regierung und stützte insbesondere sein Erbfolgegesetz.
Das änderte sich mit der Regierung von Ørsted. Der Reichstag hatte nicht die Kompetenz, sich über die neuen Verfassungen von Schleswig und Holstein zu äußern, die durch das Wahlrecht den nach Deutschland orientierten Kräften die Mehrheit in den Ständen sicherte. Aber als Ørsted ein komplett überarbeitetes Grundgesetz vorlegte und sich weigerte, den Reichstag vorab mit der Gesamtstaatsverfassung bekannt zu machen, und auch entgegen den Zusagen von Bluhme plötzlich der Anschauung war, dass der „Vorbehalt“ im Grundgesetz dem König die Macht gab, sowohl Verfassungsänderungen als auch eine Gesamtstaatsverfassung zu oktroyieren, sammelte Monrad den Widerstand.
Beide Reichstagskammern verabschiedeten auf Monrads Antrag hin mehrheitlich eine scharfe Misstrauensadresse an den König, einen derartigen Verfassungsbruch zu unterlassen. Doch dieses Mal konnte sich die Regierung noch halten und nutzte die Gelegenheit, am 26. April Monrad zusammen mit Carl Christian Hall und Carl Georg Andræ als Staatsbeamte zu entlassen. Am 26. Juli 1854 wurde die Gesamtstaatsverfassung schließlich oktroyiert. Allerdings sollte ein 50-köpfiger Reichsrat vom Landsting und Folketing, dem König und den Ständen der Herzogtümer Schleswig, Holstein und Lauenburg gewählt werden, aber die Macht dieses Reichsrats sollte sehr begrenzt sein. Für die besonderen Angelegenheiten des Königreichs Dänemark blieb das Grundgesetz von 1849 in Kraft.
Als der Reichstag im Oktober danach zusammentrat, war Monrads Reaktion ungewohnt heftig. Er forderte eine Klage beim Reichsgerichtshof und eine Verweigerung der Steuerbewilligung an den König. Hall reagierte moderater und schlug lediglich eine Adresse vor, die, ohne die Frage der Legitimität der oktroyierten Juliverordnung zu berühren, Vorschläge machen sollte, wie die Gesamtstaatsverfassung in eine konstitutionelle und repräsentative Richtung entwickelt werden könnte. Monrads Überreaktion wird als Grund dafür angesehen, dass er bei der neuen Regierungsbildung am 12. Dezember 1854 unter Peter Georg Bang nicht als infrage kommender Minister berücksichtigt wurde.

### Wieder Regierungsmitglied
Aber ganz wollte man dennoch nicht auf D. G. Monrad verzichten, und so wurde er am 1. April 1855 (offiziell erst am 1. Dezember) Oberdirektor des Grund- und Bürgerschulwesens (Almue- og Borgerskolevæsenet) und Chef der 3. Abteilung des Kultusministeriums – ein Posten, den man extra für ihn einrichtete. Als Oberschuldirektor im Kultusministerium war er für verschiedene Reformen verantwortlich. So schrieb er den Entwurf für das Schulgesetz vom 18. März 1856, um dessen Umsetzung er sich dann intensiv kümmerte. 1857 reformierte er die Lehrerausbildung, Weiterbildungskurse wurden geschaffen, und schließlich führte er 1859 die Ausbildung von weiblichen Lehrkräften ein. Es gibt kaum eine Einzelperson, der das dänische Schulwesen im 19. Jahrhundert so viel zu verdanken hat.
Später unter Carl Christian Halls neuer Regierung (13. Mai 1857) übernahm jener zusätzlich das Kultusministerium und ab dem 10. Juli 1858 auch das Außenministerium. Weil ihm das zu viel war, wurde Monrad am 6. Mai 1859 als Kultusminister ins Kabinett Hall I berufen. Faktisch leitete er das Ministerium aber schon seit dem 31. August 1858 als Direktor.
Die Freude Monrads darüber währte aber nur kurz, da die Regierung am 2. Dezember 1859 abdanken musste. Am Hof hoffte man, dass Monrad eine neue Regierung bilden würde, aber er verzichtete und reiste lieber nach Paris. Bei seiner Entlassung versprach er dem König jedoch, wieder zurückzukommen, sobald er gebraucht werde.
Das passierte, als Premierminister Carl Edvard Rotwitt am 8. Februar 1860 starb. Am 24. Februar wurde eine neue Regierung unter Hall gebildet. Monrad wurde wieder Kultusminister, und zusätzlich übernahm er das Innenressort. In den anderthalb Jahren, in denen er diese beiden Ämter vereinte, bewies er erneut seine Fähigkeiten und Arbeitsamkeit. 1860–61 schuf er das Gesetz zur Besserstellung der Pachtbauern, womit die Bauernbewegung befriedet wurde. Weitere von Monrads Gesetzen waren u. a. die kommunale Steuergesetzgebung Kopenhagens, das Stempelwesen, Erbschaftssteuer, Handelsgewichte, Eisenbahnsystem, Kirchen- und Pfarramtsangelegenheiten usw. In dieser Parlamentssession soll er nicht weniger als 766 Male ans Rednerpult getreten sein. Reichstagssitzungen gingen nicht selten bis 1–2 Uhr in der Nacht, aber er war immer anwesend – immer gleich aufgeweckt und schlagfertig. Vielleicht war dies die glücklichste Zeit seines Lebens. Sein Reformwerk wurde von allen Parteien und Seiten mit Bewunderung anerkannt. Am Ende der Session gab es ihm zu Ehren ein Abschlussfest, an dem 100 Reichstagsmitglieder teilnahmen. Jens Andersen Hansen sprach die Festrede.
Umso größer war die Enttäuschung, als Hall im Sommer 1861 beschloss, das Innenministerium mit Orla Lehmann zu besetzen. Am 15. September 1861 musste Monrad es also aufgeben und sich auf das Kultusministerium beschränken, was kaum dazu beitrug, sein Verhältnis zu Premierminister Hall zu verbessern. Nicht nur charakterlich waren beide zu verschieden, sondern auch in politischen Ansichten waren sie uneins:
- Hall sah ein, dass die Widersprüche zwischen Dänen und deutschgesinnten Schleswig-Holsteinern so stark waren, dass man sie nicht unter einer gemeinsamen Verfassung vereinen konnte. Er hatte daher nichts dagegen, wenn sich die Bindung zwischen dem Herzogtum Holstein und der restlichen Monarchie unter dem Druck des Deutschen Bundes und der anderen Mächte allmählich löste.
- Monrad war 1848 ein Eiderdäne (Dänemark inkl. Schleswig), da damals keine andere Lösung möglich erschien. Aber als sich die Verhältnisse änderten, kehrte er zurück zum Konzept des Gesamtstaates (Dänemark inkl. Schleswig plus Holstein). Man müsste, meinte er, mit aller Macht versuchen, mit der deutschen Opposition einen Vergleich zu finden, da man nur so die Einmischung des Deutschen Bundes beenden könne. Und das sollte so schnell wie möglich geschehen, da die nächste Krise zum ungelegensten Zeitpunkt für Dänemark kommen könnte. Im Reichsrat arbeitete er deshalb dafür, dass man mit den Deutschen ins Gespräch kommen solle. Im Ministerrat warb er für eine Verfassungsänderung in gleicher Richtung. Erst die Holsteinische Ständeversammlung von 1861 überzeugte ihn von der Unmöglichkeit einer Gesamtstaatsverfassung zu jener Zeit. Dennoch billigte er die Gesamtstaatsverfassung vom 18. November 1863, weil er meinte, diese könne Holstein an einer möglichen Wiederaufnahme ihrer eigenen Verfassung hindern, und weil das im Vergleich demokratischere Wahlrecht günstiger für die Dänen in Schleswig sei.

### Premierminister im Deutsch-Dänischen Krieg
Monrads Amtszeit als dänischer Regierungschef fiel in eines der dramatischsten Kapitel der Geschichte Dänemarks: Der Ausbruch des Deutsch-Dänischen Krieges wurde nach der Unterzeichnung der Novemberverfassung zunehmend wahrscheinlicher. Die Deutschen in Schleswig-Holstein und im Deutschen Bund protestierten gegen die dänische Gesamtstaatsverfassung. Bis Weihnachten 1863 stellte sich heraus, dass Dänemark keine militärische Hilfe von Schweden-Norwegen zu erwarten hatte, und dass die Großmächte Großbritannien, Russland und Frankreich dazu rieten, die Novemberverfassung zurückzunehmen.
Dies verweigerte die Regierung. Der Reichsrat wurde nicht über die ausbleibende Hilfe informiert und nach Hause geschickt. Am 23. Dezember forderte der neue König Christian IX., den Reichsrat wieder einzuberufen, um die Novemberverfassung zurückzunehmen. Premierminister Carl Christian Hall lehnte dies jedoch ab, insbesondere auf Druck Orla Lehmanns. Stattdessen reichte Hall am 24. Dezember 1863 den Rücktritt der Regierung ein. Der König gab dem Gesuch am 28. Dezember statt und beauftragte Monrad am selben Abend damit, eine neue Regierung zu bilden. Monrad wollte Hall unbedingt im neuen Kabinett halten, zumindest als Kultusminister, was dieser aber ablehnte. Die neue Regierung konstituierte sich am 31. Dezember 1863 mit Monrad als Premier- und Finanzminister sowie als Minister für Holstein und Lauenburg. Bis zum 8. Januar 1864 und erneut vom 3. April bis zum 6. Juli 1864 war er gleichzeitig Außenminister.
Am 16. Januar 1864 stellten Preußen und Österreich den Dänen ein Ultimatum: Sie drohten Schleswig als Pfand zu besetzen, sollte die Novemberverfassung nicht innerhalb von 48 Stunden zurückgezogen werden. Da dies angeblich so kurzfristig nicht möglich war, bot Monrad zunächst an, Neuwahlen zum Reichstag auszuschreiben mit der Perspektive, diesem die Aufhebung der Novemberverfassung vorzuschlagen. Doch angesichts der Volksstimmung zog Monrad diesen Vorschlag nach einigen Tagen zurück. Am 31. Januar gaben Preußen und Österreich den Einmarsch in Schleswig bekannt, der am darauf folgenden Tag begann.
Das dänische Heer konnte sich mit seinen 40.000 Mann nur vier Tage am Danewerk halten und zog sich, vom Gegner unbemerkt zu den Düppeler Schanzen bei Sonderburg zurück. Dieser Rückzug wurde als Schande empfunden und führte zu Aufruhr in Kopenhagen, den Monrad aber beruhigen konnte. In Düppel führten die Dänen einen monatelangen Stellungskrieg gegen den zahlenmäßig und technisch überlegenen Feind. Damalige Fehler gehen auch zu Lasten von Streitigkeiten zwischen der dänischen Regierung und dem militärischen Oberkommando; dänischer Kriegsminister war Carl Lundbye (* 1812; † 1873). Das Oberkommando bat die Regierung am 14. April um eine Option zum Rückzug, die Monrad jedoch ablehnte. Er befahl, Düppel um jeden Preis zu halten, da es für die dänische Regierung ein wichtiges Faustpfand war. Dies war auch den Preußen und Österreichern bewusst, die am 18. April die Düppeler Schanzen erstürmten. Nun drohte eine Invasion des dänischen Kernlandes. Diese schwere Niederlage stellte für Dänemark ein lange nachwirkendes nationales Trauma dar.
Zunächst wurde ein Waffenstillstand geschlossen und ab Ende April verhandelten die Kriegsgegner auf der Londoner Konferenz. Diese dauerte zwei Monate und bescherte Dänemark eine weitere, diesmal diplomatische Niederlage. Monrads Vorstellungen von einem dänischen Gesamtstaat waren unrealistisch. Er wollte zurück zum Londoner Protokoll von 1852, das Dänemark aber mit der neuen Verfassung selbst verletzt hatte. Bismarck deutete an, eine Teilung Schleswigs zu akzeptieren, wenn der Rest an Preußen fiele. England schlug eine Grenzziehung durch internationalen Schiedsspruch vor. Monrad zweifelte, ob er Christian IX. davon überzeugen könne, darauf einzugehen, oder ob es besser wäre, bis zum bitteren Ende zu kämpfen. So überließ er die Entscheidung dem König, der eine Grenzziehung durch Schiedsspruch ablehnte und stattdessen die Schlei als Südgrenze Dänemarks forderte. Da die deutschen Mächte einem internationalen Schiedsspruch zuvor zugestimmt hatten, verlor Dänemark die letzte Unterstützung der Großmächte. Die Londoner Konferenz scheiterte.
Wenn der Krieg auch unausweichlich erschien, so trug Monrad durch sein Glücksspiel, die Entscheidung über den englischen Vorschlag allein dem König zu überlassen, die Verantwortung für die Folgen. Nach dem Ende des Waffenstillstands wurde der Krieg wieder aufgenommen. Monrad nahm lieber dies in Kauf, als sich dem Zorn des Volkes auszusetzen, für den Fall, dass die damals mehrheitlich dänische Stadt Flensburg verloren gehen sollte. Als die preußisch-österreichischen Truppen am 28. und 29. Juni die Insel Alsen eroberten, wandte sich Monrad mit der Bitte um Vermittlungen an den französischen Kaiser Napoleon III. Dieser befürwortete das Selbstbestimmungsrecht der Völker und die Lösung nationaler Konflikte durch Volksabstimmungen. Monrads Vorstoß kam jedoch zu spät.
Am 8. Juli 1864 reichte er nach Aufforderung des Königs seinen Rücktritt ein. Nachdem er bei der Bildung einer neuen Regierung behilflich gewesen war, nahm er seinen Platz im Reichsrat ein. Dort hielt er eine Rede, die so großartig und ergreifend gewesen sein soll, dass „niemand in der Versammlung sie ohne die größte Bewegtheit hörte.“ Mit aller Kraft, die er in seine Rede legen konnte, hielt er daran fest, dass Dänemark immer noch nicht gezwungen sei, Frieden um jeden Preis zu schließen:

„Erst wenn die Hauptstadt erobert worden ist, wenn das ganze Land eingenommen ist, müssten wir schauen, einen Frieden um jeden Preis zu schließen […] Hätte ich die Wahl zwischen der Existenz des dänischen Volkes oder unserer politischen Freiheit, so müsste ich nicht nachdenken, um ersteres zu wählen. Und wenn es so sein soll, dass das dänische Schleswig für uns verloren geht und in das Deutsche Reich, und die Wahl beruhte auf mir, was zu tun sei, dann sage ich, dass ich Schleswig mit dem Königreich folgen würde, ich würde es nicht loslassen, es nicht verlassen. Die Integrität des Volkes ist für mich das erste und wichtigste; alles andere, ob es nun Freiheit oder sonstwie heißt, ist für mich von untergeordneter Bedeutung“

Nach dem Waffenstillstand vom 20. Juli musste sich Dänemark unerwartet harten Friedensbedingungen beugen: Es musste auf ganz Schleswig, Holstein und Lauenburg verzichten, die zunächst von Österreich und Preußen gemeinsam verwaltet werden sollten. Selbst in dieser Situation rief Monrad noch zum Widerstand auf, während der König von Abdankung sprach. Letztlich war es jedoch Monrad, der im Jahr darauf das „verfaulte“ dänische Volk verließ und emigrierte.

## Auswanderung
Als das dänische Schleswig an Preußen verloren ging, war Monrad körperlich und seelisch gebrochen. Er entschied sich, vorläufig weit weg von der Welt und der Politik zu ziehen, und seine Wahl fiel auf Neuseeland. Er verkaufte sein Ferienhaus Hummeltofte bei Frederiksdal. Am 29. November 1865 kamen 70 Politiker zu einer Abschiedsfeier. Jens Andersen Hansen hielt wieder die Festrede, in der er Monrad für seinen Einsatz für die Freiheit dankte und er seine Überzeugung ausdrückte, dass er sich „in allen seinen Handlungen nur vom Blick auf das Wohl des Vaterlandes hat leiten lassen.“
Am darauf folgenden Tag reiste Monrad mit seiner Familie ab und kam vier Monate später in Neuseeland an. Dort kaufte er 482 Acre Land in Karere Block nahe dem späteren Palmerston North. Die Monrads waren die ersten Siedler in dieser Gegend. Zunächst wohnte er in einem kleinen Lehmhaus, baute sich dann ein Holzhaus. Er züchtete Kühe und Schafe und pflanzte Tabak an. Er arbeitete selbst von morgens bis abends, ging angeln, rodete den Urwald, las mit seinen Kindern und lernte die Sprache der Māori. Auf diese Art fand er wieder zu seiner vollen Gesundheit, aber gleichzeitig erwachte ein neuer Drang nach geistiger Beschäftigung.
Die Arbeit wurde ohnehin von dem Māori-Aufstand unter Häuptling Riwha Titokowaru unterbrochen, und Monrad vergrub seine Habseligkeiten und zog mit der Familie im Dezember 1868 nach Wellington, um nach Dänemark zurückzukehren, wo er im April 1869 ankam. Seine Söhne Viggo und Johannes kehrten jedoch nach Karere zurück und wurden dort Farmer.
Bei seiner Abreise hinterließ Monrad eine wertvolle Sammlung von Drucken und Grafiken alter Meister, u. a. von Rembrandt van Rijn, Rubens, Dürer und van Dyck, die heute Teil der New Zealand National Art Gallery sind.

## Rückkehr und die letzten Jahre
Nach seiner Rückkehr aus Neuseeland 1869 nahm Monrad rasch wieder seine geistliche Tätigkeit auf. Im Juli wurde er Pfarrer in Brøndby KommuneBrøndby, und ab Februar 1871 Bischof in seinem alten Stift Lolland-Falster.
Ebenso nahm er wieder seine publizistisch-politische Tätigkeit auf. Im Dezember 1869 hielt er zwei Vorlesungen, die er „politische Träumereien“ nannte. Dort entwickelte er die Alternative: Entweder Verteidigung auf Leben und Tod, oder Entwaffnung und Verwandlung Dänemarks in ein „monarchisches Hamburg“.
Von Zeit zu Zeit gab er seine „Politischen Briefe“ heraus, von denen viele an seine beste frühere Zeit erinnerten. Lange versuchte er vergeblich, wieder in den Reichstag zu kommen, und erst 1881 gelang es ihm, in Middelfart gewählt zu werden. Aber das Folketing war nicht mehr das, was er vor 16 Jahren kannte. Es gab eine neue Generation mit anderen Grundanschauungen und Sichtweisen, und auch an Monrad selbst waren die Jahre nicht spurlos vorüber gegangen.
Monrad gelang es nicht, im damaligen dänischen Verfassungskampf mit dessen notorischen „Provisorien“ zwischen den verhärteten ideologischen Fronten zu vermitteln. Er bewegte sich politisch von der Højre zur Venstre. 1886 zog er sich dann ganz aus der Politik zurück. Er verbrachte seinen Lebensabend in Nykøbing, wo er sich seinen Studien widmete. Dort führte er ein glückliches Familienleben mit seiner zweiten Ehefrau Emmy.
Am 28. März 1887 fand man Ditlev Gothard Monrad friedlich eingeschlafen in seinem Arbeitsstuhl. Seine Witwe starb 1894.
1859 erhielt er das Kommandeurskreuz des Danebrogordens, 1864 das Großkreuz.

## Der Geistliche

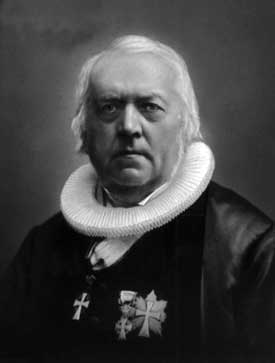
Bischof Monrad.

1846–71 war D.G. Monrad mehrfach Gemeindepfarrer. 1849–54 und 1871–87 war er Bischof von Lolland und Falster.
Als Theologe unterschied sich sein Liberalismus in kirchenpolitischer Hinsicht ebenso von Grundtvigs Freiheitsidealen wie vom Konservatismus von Mynster und Martensen. Monrad zeichnete sich durch ein tolerantes Verständnis der verschiedenen kirchlichen Richtungen aus.
Eine von Monrads ersten kirchlichen Publikationen war ein poetischer „Gruß an Schleiermacher“ (Hilsen til Schleiermacher), der zur gleichen Gelegenheit erschien wie Martensens deutsches Gedicht.
Nach seinem theologischen Examen 1836 widmete er sich erst der Semitistik und dann der Politik. Nach seinem Abschied als Minister wurde er 1849 in verhältnismäßig jungem Alter Bischof von Lolland-Falster. In einer Rezension für das Liederbuch des Konvents von Roskilde 1852 formulierte er seinen Wunsch, dass dort mehr ältere Kirchenlieder aufgenommen werden. Um zu zeigen, wie er das meinte, gab er 1854 einen Vorschlag zum „Evangelisch-christlichen Liederbuch“ (Evangelisk-kristelig Salmebog) heraus, in dessen Vorwort er es als beschämend für die Kirche bezeichnete, dass sie nicht besser verstand, die göttlichen Gaben zu nutzen, die in den Kirchenliedern von Kingo, Brorson und Grundtvig zu finden seien.
Bevor dieser Vorschlag herauskam, wurde er von seinem Bischofsstuhl verabschiedet, und er wendete sich wieder der Politik zu. Nach seinem Rücktritt als Premierminister 1864 wendete er sich wieder seinen semitischen Sprachstudien zu. Er begann schon früher eine Übersetzung des alttestamentlichen Buchs der Psalmen. Jetzt gab er zunächst Profeten Esaias (1865, über den Propheten Jesaja) und kurz darauf Job og Salmerne (Hiob und die Psalmen) heraus. Aber mit seiner Auswanderung nach Neuseeland wurden Monrads alttestamentliche Studien und theologische Produktion unterbrochen. Obwohl er nicht als Geistlicher nach Neuseeland kam, ist er auch dort als Bishop Monrad ein Begriff.
Nach seiner Rückkehr wurde er zunächst Gemeindepfarrer in Brøndby und 1871 wieder Bischof von Lolland-Falster. Er überraschte im selben Jahr mit seinem Predigtenbuch Prædikener paa alle Søn- og Helligdagene i Aaret samt i Fasten, das er in Dankbarkeit seiner vorherigen Gemeinde in Brøndby widmete.
Im zeitgenössischen Dansk Biografisk Leksikon schreibt sein Biograf Frederik Nielsen: „Eine bedeutendere Predigtensammlung ist kaum jemals aus irgendeiner dänischen Gemeinde hervorgegangen. Wer mit den Kunstregeln der Homiletik vertraut ist, wird vielleicht oft versucht sein, diese Predigten formlos zu nennen, aber keiner wird bestreiten können, dass hier neue und aufbauende Gedanken einen schönen Ausdruck bekommen haben, und dass die Schönheit ganz in den Dienst der Wahrheit getreten ist. Da sind Leben und Gedankenflug in diesen Predigten, aber sie sind zugleich von einer eigenen Würde geprägt, die nie gekünstelt erscheint. Der Prediger kommt, wie seiner eigenen Aussage nach das Kirchenjahr selbst, ‚auf zurückhaltende Weise‘, und er erheischt keine Aufmerksamkeit mit polternden Redewendungen oder poetischen Wendungen, sondern mit einer klaren und überzeugenden Rede, die eine tiefgehende Menschenkenntnis und große Lebenserfahrung verrät. Wenn diese Predigten gehalten werden, bekommen die Worte ein eigenes Gewicht mit der zerfurchten Stirn und den tiefen durchdringenden Augen, die die Zuhörer schnell die etwas lispelnde Stimme vergessen ließen.“
Nach seinem Tod wurde die Predigtensammlung 1887 noch mit dem kleinen Zusatzband Ordinationstaler og Prædikener ergänzt und gehörte seinerzeit zu den meistgelesenen Andachtsbüchern in Dänemark. Eine andere bedeutende Schrift war Fra Bønnens Verden (Von der Welt des Gebets) 1876, von dem sein Biograf meinte, es sei auf dem Wege, eines der wertvollsten internationalen und interkonfessionellen Erbauungsbücher zu werden. Monrad selbst galt als jemand, der sehr viel Gewicht auf das Gebet in guten und in schlechten Zeiten legte. Es soll der innere Nerv seiner Religiosität gewesen sein, und er war überzeugt davon, dass seine Erfahrung von der Kraft und dem Segen des Gebets allgemeingültig werden könne. Für ihn stand der Grundsatz der Vergebung, wie er im Vaterunser vorkommt, im Vordergrund. Monrad selbst hat erfahren, was der Hass von anderen Menschen ausrichten kann, und wie schwer einem zerbrechlichen Menschen die Vergebung fallen kann.
Monrad hatte auch reichhaltige Gelegenheit, seine religiösen Hauptgedanken in der Polemik gegenüber anderen Standpunkten zu entwickeln. Als Georg Brandes anfing, religiöse und moralische Probleme zu debattieren, reagierte Monrad in der Zeitung Fædrelandet mit einigen Artikeln über „den freien Gedanken und Dr. Brandes’ Vorlesungen“. Seine Haltung zur grundtvigschen Richtung beschrieb er in den zwei kleineren Abhandlungen Nogle Bemærkninger vedrørende Trosbekjendelsen (1873: Einige Anmerkungen zum Glaubensbekenntnis) und Om Slaget ved Katekismen (1874: Über die Schlacht mit dem Katechismus) und der Einleitung zur Materialsammlung „Et Bidrag til den apostolske Trosbekjendelses Historie“ (1885–1886: „Ein Beitrag zur Geschichte des apostolischen Glaubensbekenntnisses“), die zeigt, wie umfassend seine Studien im Gebiet der Symbolforschung gewesen sein müssen.
Ebenfalls veranlasste ihn Grundtvig zu dem Buch über Lorenzo Valla und das Konzil von Basel/Ferrara/Florenz „Den første Kamp om den apostolske Trosbekjendelses Oprindelse“ (1874: „Der erste Kampf um die Herkunft des apostolischen Glaubensbekenntnisses“). Einer seiner Höhepunkte als kirchlicher Polemiker war sein „Liberalismens Gjenmæle til Biskop Martensens sociale Ethik“ (1878: „Gegenrede des Liberalismus zu Bischof Martensens sozialer Ethik“). In dieser Apologetik seiner eigenen ethischen und politischen Grundauffassungen richtete er einen offenen und sicheren Angriff auf die schwachen Punkte in Martensens Konservatismus und christlichen Sozialismus. Diese Schrift ist ein Zeugnis dafür, wie sich bei Monrad politische und religiöse Fäden verflechten.
Anlässlich der 400-Jahr-Feier der Universität Kopenhagen 1879 wurde D. G. Monrad die theologische Ehrendoktorwürde verliehen.

## Werke
- D. G. Monrads Deltagelse i Begivenhederne 1864: en efterladt Redegørelse. Hrsg.: Åge Friis. Gyldendal, Kopenhagen 1914. (XXXII, 318 S.) – („D. G. Monrads Teilnahme an den Ereignissen 1864 – ein hinterlassener Rechenschaftsbericht“)
- Om politiske Drømmerier: to Forelæsninger; Politiske Breve nr. 1–19. C.A. Reitzel, Kopenhagen 1870–1882; 6 Bücher in einem Band („Über politische Träumereien – zwei Vorlesungen; Politische Briefe Nr. 1–19“).
- Om politiske Drømmerier: to Forelæsninger; Gamle Ny-Zeeland. C.A. Reitzel, Kopenhagen 1870; 2 Bücher in einem Band („Über politische Träumereien – zwei Vorlesungen; Das Alte Neuseeland“).
- Breve. Hrsg.: Svend Hauge. Det danske Sprog- og Litteraturselskab. Gad, Kopenhagen 1969; 462 Seiten (Briefe).